# Клінгенберг-ам-Майн
Клінгенберг-ам-Майн (нім. Klingenberg am Main) — місто в Німеччині, розташоване в землі Баварія. Підпорядковується адміністративному округу Нижня Франконія. Входить до складу району Мільтенберг.
Площа — 21,14 км2. Населення становить 6234 ос. (станом на 31 грудня 2020).